# Clinocera chaniae
Clinocera chaniae är en tvåvingeart som beskrevs av Jones 1940. Clinocera chaniae ingår i släktet Clinocera och familjen dansflugor.
Artens utbredningsområde är Kenya. Inga underarter finns listade i Catalogue of Life.